# Cölestin Josef Ganglbauer
Cölestin Josef Ganglbauer OSB (ur. 20 sierpnia 1817 w Thanstetten, zm. 14 grudnia 1889 w Wiedniu) – austriacki duchowny katolicki, arcybiskup Wiednia i kardynał.

## Życiorys
Na chrzcie otrzymał imię Josef. Wstąpił do zakonu benedyktynów, gdzie przyjął imię Cölestin. Profesję złożył 25 sierpnia 1842. W latach 1839–1843 studiował teologię w Linz. Święcenia kapłańskie przyjął 22 lipca 1843. Pracował duszpastersko w parafii w Neuhofen an der Krems, a w latach 1846–1854 jako nauczyciel gramatyki klasycznej, a także doktryny zakonnej (1854–1875) w gimnazjum w Kremsmünster. Pełnił tam w późniejszych latach funkcję prefekta i dyrektora. Od 1875 był przeorem opactwa w tymże mieście. Rok później został opatem.
4 sierpnia 1881 mianowany arcybiskupem Wiednia. Sakry w opactwie Kremsmünster udzielił nuncjusz w Austro-Węgrzech Serafino Vannutelli. Na konsystorzu z listopada 1884 kreowany kardynałem prezbiterem z tytułem Sant’Eusebio. Zmarł w swym arcybiskupim pałacu. Mszę pogrzebową celebrował nuncjusz Luigi Galimberti (którego Ganglbauer był głównym konsekratorem). Pochowany w katedrze wiedeńskiej.